# 2,6-Difluorbenzamid
2,6-Difluorbenzamid ist eine chemische Verbindung aus der Gruppe der Benzamide.

## Synthese
2,6-Difluorbenzamid kann aus dem Säurechlorid der 2,6-Difluorbenzoesäure und Ammoniak gewonnen werden.
Alternativ kann ein Verfahren mit Ozonolyse ausgehend von m-Difluorbenzol genutzt werden.

## Verwendung
2,6-Difluorbenzamid wird bei der Synthese der Insektizide Diflubenzuron, Flufenoxuron, Hexaflumuron und Lufenuron benötigt.